# Sophie Kennedy Clark
Sophie Kennedy Clark (* 6. September 1990 in Aberdeen, Schottland) ist eine britische Schauspielerin.

## Karriere
Sie begann ihre Karriere 2010 als David Tennants Tochter in der vierteiligen BBC-Miniserie Single Father. Nach einigen Auftritten im Theater war sie unter anderem in Black Mirror in einer Gastrolle zu sehen. 2013 wurde sie als B in Lars von Triers Film Nymphomaniac besetzt sowie als junge Philomena in Stephen Frears’ Philomena.

## Filmografie (Auswahl)
- 2010: Single Father (Miniserie, 4 Episoden)
- 2011: Black Mirror (Fernsehserie, Episode 1x01)
- 2013: Nymphomaniac
- 2013: Philomena
- 2014: Stonehearst Asylum – Diese Mauern wirst du nie verlassen (Stonehearst Asylum)
- 2014: Two Missing (Kurzfilm)
- 2015: The Marriage of Reason & Squalor
- 2015: The Danish Girl
- 2016: The Phenom
- 2017: Go North
- 2017: How to Be Human (Kurzfilm)
- 2018: Obey
- 2018: Lucid
- 2018: Tomorrow
- 2018: The Cry (Miniserie, 4 Episoden)
- 2019: Urban Myths (Fernsehserie, Episode 3x06)
- 2019: The Naked Wanderer
- 2019: Sweetness in the Belly
- 2021: A Bird Flew In
- 2022: Sorority
- 2022: Venice at Dawn
- 2023: The Phoebus Files (Fernsehserie, Episode 1x02)